# 王乾同
王乾同（1942年12月16日—1992年10月19日），澎湖縣人，台灣政治人物。曾擔任第11屆澎湖縣縣長（民選）。1992年10月19日因淋巴癌去世，是迄今唯一在任內逝世的澎湖縣長。

## 家族
第15及16屆縣長王乾發為其胞弟。